# The SpongeBob SquarePants Movie
The SpongeBob SquarePants Movie  (no Brasil: Bob Esponja - O Filme ou em Portugal: SpongeBob SquarePants: O Filme) é um filme de animação americano dos gêneros animação, aventura e comédia, baseado na série de desenho animado SpongeBob SquarePants. Foi dirigido e produzido por Stephen Hillenburg (o criador da série) e conta com as vozes dos mesmos dubladores da série: Tom Kenny, Bill Fagerbakke, Clancy Brown, Rodger Bumpass e Mr. Lawrence. O filme também conta com as vozes de Alec Baldwin, Jeffrey Tambor, Scarlett Johansson e uma participação especial em live-action de David Hasselhoff como ele mesmo. A música-tema do filme é uma re-edição orquestrada da abertura do desenho animado. Há também uma versão em rock cantada por Avril Lavigne, porém esta versão não aparece no filme e só está presente no CD da trilha sonora. 
Este filme, originalmente, marcaria o final da série, mas devido ao enorme sucesso dela, o desenho foi renovado pela Nickelodeon.
Em fevereiro de 2012, foi confirmado um segundo filme de Bob Esponja, que estreou em 6 de fevereiro de 2015, com o título The SpongeBob Movie: Sponge Out of Water. Em novembro de 2020, estreiou nas plataformas digitais um terceiro filme intitulado The SpongeBob Movie: Sponge on the Run.

## Enredo
Um pirata e sua tripulação estão em alto-mar, quando um deles chega trazendo um baú. Dentro dele, há vários ingressos para o filme do Bob Esponja. Eles comemoram e seguem para o teatro mais próximo para assistirem ao filme, causando a maior confusão e atrapalhando a sessão.
Começa o filme:
É mais uma bela manhã na Fenda do Bíkini. Bob Esponja está bastante animado, já que tem certeza de que vai se tornar o gerente do Siri Cascudo 2, uma réplica do famoso restaurante, que será construída bem ao lado do original. No entanto, na hora da inauguração, o Seu Sirigueijo nomeia Lula Molusco como gerente, alegando que Bob Esponja não é maduro e ainda é um "garoto". Enquanto tudo isso ocorre, Plankton está no Balde de Lixo, reclamando da falta de clientes e do sucesso que Sirigueijo está fazendo. Ele diz que já esgotou todos os seus planos, de "A a Y", para conseguir a fórmula do Hambúrguer de Siri. Karen então o manda dar uma olhada no plano "Z", a última letra do alfabeto. Plankton percebe que o tal plano é perfeito e à prova de falhas, e então, decide testá-lo.
Naquela mesma noite, Bob Esponja está no "Bar do Amendobobo", chorando. Ele encontra Patrick, que o convence a afogar suas mágoas com um "Sundae Triplo". Após devorarem várias taças de sorvete, os dois acabam dormindo no local. Enquanto isso, Plankton (seguindo as instruções de seu plano) invade o Castelo do Rei Netuno, roubando a amada coroa deste e enviando-a para a distante Cidade das Conchas. Pela manhã, Bob Esponja é acordado pelo garçom do bar e decide ir acertar as contas com o Seu Sirigueijo. O Rei Netuno vai ao Siri Cascudo, alegando que foi Sirigueijo quem roubou sua coroa. Ele nega, mas o rei lhe apresenta um falso bilhete de confissão deixado no local. Um áudio falso também aparece na caixa eletrônica, deixando o Rei Netuno cada vez mais furioso. Com ressaca depois de muito sorvete, Bob Esponja chega ao Siri Cascudo, irritado com o Seu Sirigueijo. Mesmo assim, ele impede que o Rei Netuno "frite" o chefe com seu tridente. Bob Esponja se oferece para a ir a Cidade das Conchas e recuperar a coroa, o que é zombado pelo rei, que também o chama de garoto. Mindy, a princesa-sereia filha de Netuno, convence o pai a deixar Bob Esponja ir. Patrick aparece e diz que o amigo consegue tudo isso em 6 dias. O Rei concorda, mas alega que até lá, Sirigueijo ficará congelado. Para salvá-lo, Bob Esponja e Patrick saem da Fenda do Bikini, a bordo do "Siri-Móvel", um carro-hambúrguer. Enquanto isso, Plankton vai ao Siri Cascudo, vê Sirigueijo congelado e finalmente consegue roubar a fórmula, levando-a para o Balde de Lixo e começando a fazer sucesso em toda a cidade. Ele também distribui "capacetes de balde" para toda a população. 
Na saída da fronteira municipal, Bob Esponja e Patrick param em um posto de gasolina e têm o carro roubado por um estranho intimidador que vai embora, enquanto os funcionários do posto zombam dos amigos. Confiantes, eles decidem continuar a viagem a pé. Enquanto isso, Karen revela a Plankton a viagem dos amigos, e ele revela que já enviou o assassino profissional Dennis, para "pisar" nos dois. Bob Esponja e Patrick avistam o seu carro parado na frente de um clube barra-pesada. Como a chave do veículo está com o ladrão, os dois decidem entrar lá dentro para pegarem ela. No banheiro do local, eles brincam com as bolhas feitas pelo sabão, e o líder dos homens do clube vê uma delas. Ele afirma que nenhum membro dali estoura bolhas e decide fazer um teste com todos, colocando a música do Amendobobo para tocar. Para a sorte de Bob Esponja e Patrick, dois gêmeos siameses cantam a música antes deles. Com a chave do carro recuperada, os amigos continuam a viagem. Enquanto isso, Lula Molusco descobre que Plankton está vendendo hambúrgueres de siri e vai tirar satisfações com ele. Quando o Lula ameaça entregá-lo para o Rei Netuno, Plankton lhe adiciona um dos baldes-capacetes, que são na verdade, dispositivos para controlar a mente. Com isso, Plankton transforma todos os moradores da cidade em seus escravos. 
Passando por uma estrada esburacada (na verdade cheia de esqueletos), Bob Esponja e Patrick avistam uma barraca de sorvete e decidem parar para comprar. A velhinha vendedora se revela um monstro que persegue os amigos e devora o carro deles. Bob Esponja decide voltar para casa, mas Mindy aparece e lhes mostra o que Plankton fez com a Fenda do Bikini (agora chamada de 'Planktópolis'). Ao ver que os dois estão tristes, Mindy diz que vai transformá-los em homens com a sua "magia de sereia". Ela coloca pedaços de alga no nariz deles, enquanto estavam de olhos fechados. Achando que têm bigodes e que já são homens, Bob Esponja e Patrick pulam de um sinistro abismo. Eles cantam a canção "Já Somos Homens", enquanto os monstros do abismo os acompanham e os ajudam a sair dali. Ao voltarem para estrada, Bob Esponja e Patrick encontram Dennis e este arranca os bigodes deles, mostrando que eram falsos. Dennis revela que foi contratado por Plankton, e quando está prestes a pisar nos amigos, uma bota maior o esmaga. Bob Esponja e Patrick agradecem ao forasteiro, mas logo descobrem se tratar do temido Ciclope (que na verdade é um homem com roupa de mergulhador), o ser que assombra a Cidade das Conchas. Os dois tentam fugir, mas acabam capturados pelo transeunte. 
Ao acordarem, Bob Esponja e Patrick percebem que estão em um aquário e tentam fazer sinal para outros peixes, até perceber que todos eles estão empalhados. Os dois são colocados sob a forte luz de uma lâmpada de aquecimento, e finalmente avistam a coroa, descobrindo também que a Cidade das Conchas não passa de uma lojinha de lembranças do mar. Desidratados, eles quase morrem, mas são salvos por suas lágrimas, que danificam os fios, causando um curto circuito, e acionando o alarme de incêndio. A água faz todos os seres submarinos ganharem vida, e juntos, todos dão uma lição no Ciclope. Bob Esponja e Patrick aproveitam para fugirem, mas ao chegarem na praia, perdem o "Saco  de Ventos" (o que os faria voltar a tempo) dado por Mindy. Eis que aparece David Hasselhoff e lhes oferece uma carona em suas costas. 
Enquanto isso, o prazo de Bob Esponja expirou e o Rei Netuno chega para executar o Seu Sirigueijo. Enquanto, Hasselhoff está nadando, Dennis aparece novamente e tenta deter os amigos. Eles correm pelo corpo de 
Hasselhoff, e quando Dennis está prestes a deter Bob Esponja, é atingindo por um catamarã. Hasselhoff os dispara (através de seu peitoral), e os amigos são mandados de volta a cidade a toda velocidade, impedindo a execução de Sirigueijo e devolvendo a coroa do Netuno. Plankton aparece e chama todos os seus escravos para matá-los, tornando o Rei Netuno também um escravo. Bob Esponja aceita sua natureza infantil e transforma-se em um mago da música, com uma guitarra elétrica. Ele começa a cantar uma alta música de rock e dispara lasers através do instrumento, o que destrói todos os capacetes que controlavam a mente, libertando o Rei Netuno e os moradores da Fenda do Bikini, do domínio de Plankton. Plankton tenta escapar, mas é pisoteado pelos cidadãos. Plankton é preso e Netuno agradece a Bob Esponja por sua bravura. Ele descongela o Seu Siriguejo, que nomeia Bob Esponja, o novo gerente do Siri Cascudo 2, para a alegria deste.
Uma cena pós-créditos, mostra os piratas que assistiram ao filme, sendo informados pelo porteiro a sairem no teatro.

## Elenco
- Tom Kenny como Bob Esponja, Gary e Narrador
- Bill Fagerbakke como Patrick e Peixe nº 2
- Clancy Brown como Seu Sirigueijo
- Doug Lawrence como Plankton e Larry, a Lagosta
- Rodger Bumpass como Lula Molusco
- Jeffrey Tambor como Rei Netuno
- Scarlett Johansson como Princesa Mindy
- Alec Baldwin como Dennis
- Neil Ross como o "Ciclope" (não é animado)
- Dee Bradley Baker como Phil e Perch Perkins
- Carolyn Lawrence como Sandy
- Mary Jo Catlett como Sra. Puff
- Lori Alan como Pérola
- Carlos Alazraqui como Escudeiro do Rei Netuno.
- David Hasselhoff como Ele mesmo (Não é animado)
- Bart McCarthy como Capitão Bart, o pirata (não é animado).
- Krestopher Logan como Squinty, o pirata (não é animado)
- Joshua Seth como Prisioneiro

## Dublagem
- Estúdio: Álamo (SP)
- Midia: Cinema / DVD / TV Paga / Televisão / VHS
- Direção: Wendel Bezerra

| Personagem                       | Dublagem EUA       | Dublagem Brasileira   |
| -------------------------------- | ------------------ | --------------------- |
| Bob Esponja Calça Quadrada       | Tom Kenny          | Wendel Bezerra        |
| Patrick Estrela                  | Bill Fagerbakke    | Marco Antônio Abreu   |
| Seu Siriguejo                    | Clancy Brown       | Luiz Carlos de Moraes |
| Lula Molusco                     | Rodger Bumpass     | Daoiz Cabeuzudo       |
| Sheldon J. Plankton              | Mr. Lawrence       | Guilherme Lopes       |
| Mindy                            | Scarlett Johansson | Raquel Marinho        |
| Rei Netuno                       | Jeffrey Tambor     | Antônio Moreno        |
| Dennis                           | Alec Baldwin       | Affonso Amajones      |
| Karen                            | Jill Talley        | Cecília Lemes         |
| Sandy Bochechas                  | Carolyn Lawrence   | Letícia Quinto        |
| Sra. Puff                        | Mary Jo Catlett    | Arlete Montenegro     |
| Victor                           | Thomas F. Wilson   | Luiz Antônio Lobue    |
| Perch Perkins                    | Dee Bradley Baker  | Luiz Laffey           |
| Pérola                           | Lori Alan          | Eleonora Prado        |
| Motorista                        | Sirena Irwin       | Letícia Quinto        |
| Garçom                           | Dee Bradley Baker  | Marcelo Pissardini    |
| David Hasselhoff                 | David Hasselhoff   | Leonardo Camilo       |
| Cantor da Canção Amendobobo      | Tim Blaney         | Tatá Guarnieri        |
| Bob Esponja - Amendobobo em Rock | Jim Wise           | Wendel Bezerra        |
| Prisioneiro                      | Joshua Seth        | Élcio Sodré           |
| Narrador Francês                 | Tom Kenny          | Tatá Guarnieri        |

## Trilha sonora
1. "SpongeBob SquarePants Theme" – Avril Lavigne - 0:46
2. "SpongeBob and Patrick Confront the Psychic Wall of Energy" – The Flaming Lips - 3:39
3. "Just a Kid" – Wilco - 2:51
4. "The Goofy Goober Song" – Mike Simpson com SpongeBob, Patrick, and Goofy Goober - 2:41
5. "Prince Paul's Bubble Party" – The Waikikis, Prince Paul, & Wordsworth - 2:29
6. "Bikini Bottom" – Electrocute - 3:40
7. "The Best Day Ever" – SpongeBob (Créditos Finais) - 3:02
8. "They'll Soon Discover" – The Shins - 3:24
9. "Ocean Man" – Ween - 2:07
10. "Under My Rock" – Patrick - 3:17
11. "Now That We're Men" – SpongeBob, Patrick, and The Monsters - 1:50
12. "Goofy Goober Rock" – Tom Rothrock com Jim Wise - 2:54
13. "You Better Swim" – Motörhead - 5:14
14. "The Jellyfish Song by The Jellyfish Band" – Plus-Tech Squeeze Box (featuring SpongeBob SquarePants) - 1:15
15. "SpongeBob SquarePants Theme" (Movie Version) – The Pirates - 1:01